# Stefan Dąbek

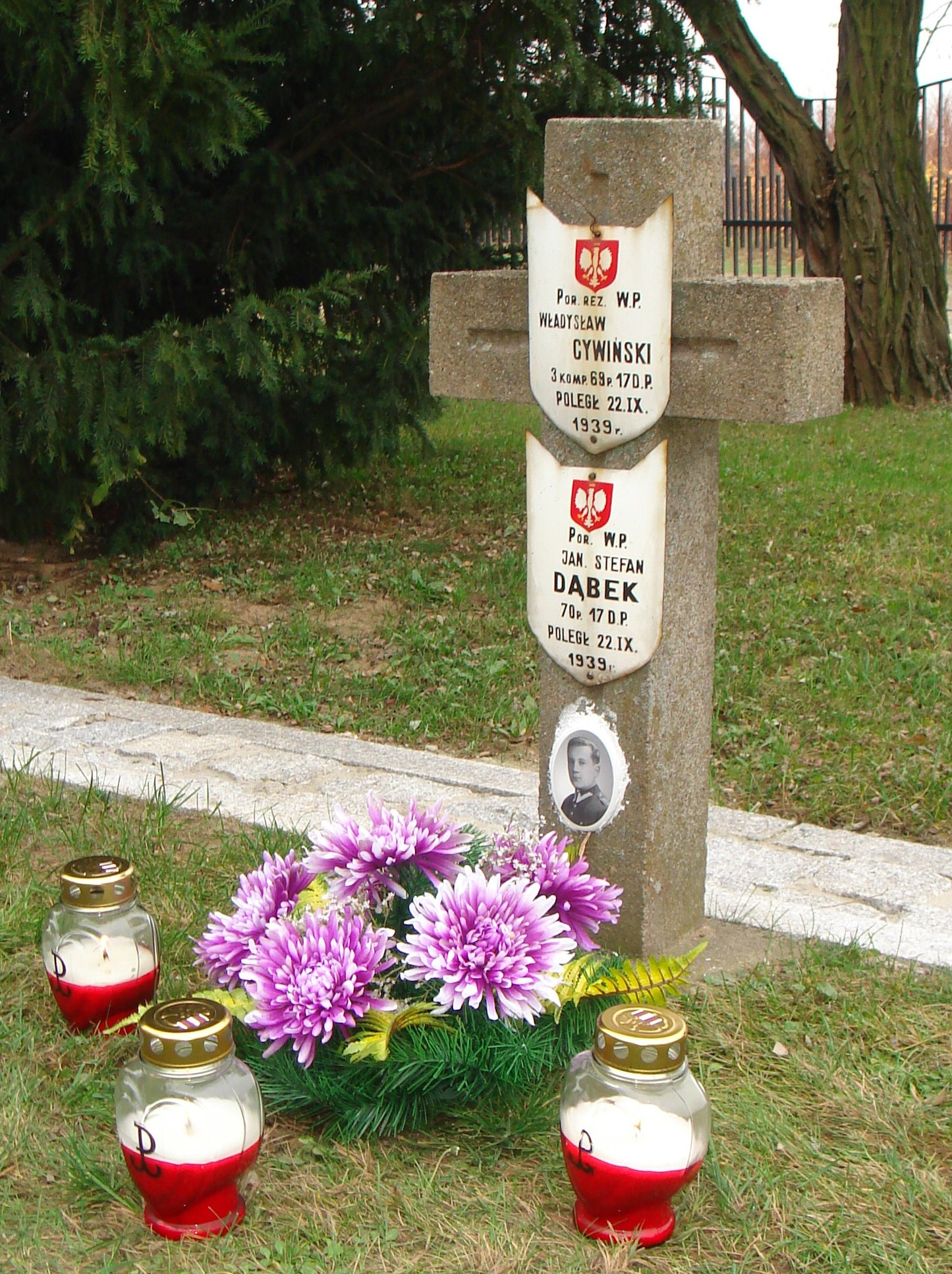
Grób por. Stefana Dąbka w Kiełpinie

Stefan Jan Dąbek (ur. 10 grudnia 1910 w Krakowie, zm. 22 września 1939 w Łomiankach) – porucznik piechoty Wojska Polskiego.

## Życiorys
Stefan Jan Dąbek urodził się 10 grudnia 1910 w Krakowie, tam też w 1929 ukończył szkołę średnią. W latach 1929–1930 był słuchaczem Kursu Unitarnego w Szkole Podchorążych Piechoty w Rożanie, a w latach 1930–1932 słuchaczem Szkoły Podchorążych Piechoty w Ostrowie Mazowieckiej. 7 sierpnia 1932 Prezydent RP mianował go podporucznikiem ze starszeństwem z dniem 15 sierpnia 1932 i 226. lokatą w korpusie oficerów piechoty, a Minister Spraw Wojskowych wcielił do 70 pułku piechoty w Pleszewie. Z dniem 1 września 1932 został wyznaczony na stanowisko dowódcy plutonu strzeleckiego. 1 marca 1935 awansował na porucznika ze starszeństwem z dniem 1 stycznia 1935 i 206. lokatą w korpusie oficerów piechoty. Dodatkowo ukończył w Centrum Wyszkolenia Łączności kurs specjalistyczny w zakresie łączności, zostając dowódcą plutonu łączności w 70 pp. W 1935 przeżył osobisty dramat w życiu prywatnym, gdy już po ustaleniu daty ślubu jego narzeczona, Marta Zdziebkowska zmarła podczas operacji.
W okresie od października 1937 do lutego 1938 por. Stefan Dąbek wraz z dowódcą 70 pp płk. Alfredem Konkiewiczem oraz jego I zastępcą ppłk. Aleksandrem Kiszkowskim brał udział w VI Dywizyjnym Kursie Instruktorskim dla oficerów 17 Dywizji Piechoty.
Po wybuchu II wojny światowej walczył z Niemcami na szlaku bojowym macierzystego 70 pp, dowodząc plutonem łączności m.in. w bitwie nad Bzurą, następnie w bojach odwrotowych. Po rozbiciu pułku nad dolną Bzurą (w dniu 19 września 1939 roku – w wyniku ciężkich i krwawych walk), kiedy wielu żołnierzy poległo lub trafiło do niewoli, zdołał przedostać się do Puszczy Kampinoskiej, próbując przebić się do oblężonej stolicy.
W nocy 21/22 września pod Łomiankami zebrał się oddział uczestników bitwy nad Bzurą liczący ponad 1800 żołnierzy. Grupa ta, w której znajdował się zapewne por. Stefan Dąbek, pod bezpośrednim dowództwem gen. Mikołaja Bołtucia uderzyła na Łomianki. W dniu 22 września podczas próby przebicia się do Warszawy w rejonie Palmir wywiązała się krwawa i wielogodzinna bitwa pod Łomiankami Górnymi. Natarcie polskie załamało się, a gen. Mikołaj Bołtuć zginął w walce, osobiście prowadząc żołnierzy do ataku na bagnety. Wówczas też poległ por. Stefan Dąbek.
Został pochowany na cmentarzu w Kiełpinie, gm. Łomianki wraz z żołnierzami z oddziałów Armii „Poznań” i „Pomorze” w wydzielonej kwaterze wojennej żołnierzy WP poległych we wrześniu 1939. Jeden z niewielu zidentyfikowanych, został upamiętniony imienną tabliczką epitafijną na krzyżu wraz ze zdjęciem.
W listopadzie 1966 r. został pośmiertnie odznaczony Krzyżem Walecznych za okazane męstwo na polu walki i całokształt walk w kampanii 1939.